# Lorentzweiler
Lorentzweiler é uma comuna do Luxemburgo, pertence ao distrito de Luxemburgo e ao cantão de Mersch.

## Demografia
Dados do censo de 15 de fevereiro de 2001:
- população total: 2.973
  - homens: 1.440
  - mulheres: 1.533

- densidade: 170,37 hab./km²
- distribuição por nacionalidade:

| Nacionalidade  | População | %      |
| -------------- | --------- | ------ |
| luxemburgueses | 2.059     | 69,26% |
| estrangeiros   | 914       | 30,74% |
| - portugueses  | 401       | 13,49% |
| - franceses    | 79        | 2,66%  |
| - italianos    | 54        | 1,82%  |
| - belgas       | 81        | 2,72%  |
| - alemães      | 58        | 1,95%  |
| - iuguslavos   | 28        | 0,94%  |
| - outros       | 213       | 7,16%  |

- Crescimento populacional:

| Ano        | População |
| ---------- | --------- |
| 15/02/2001 | 2.973     |
| 01/01/2002 | 2.960     |
| 01/01/2003 | 2.937     |
| 01/01/2004 | 2.985     |
| 01/01/2005 | 3.023     |